# Valdiano Calcio 1985 1987-1988
Questa voce raccoglie le informazioni riguardanti il Valdiano Calcio 1985 nelle competizioni ufficiali della stagione 1987-1988.

## Rosa
| N. |                   | Ruolo | Calciatore                |
| -- | ----------------- | ----- | ------------------------- |
|    | Italia (bandiera) | P     | Giuseppe Amoroso          |
|    | Italia (bandiera) | C     | Gaetano Aprea             |
|    | Italia (bandiera) | C     | Alessandro Ascoli         |
|    | Italia (bandiera) | C     | Salvatore Avallone        |
|    | Italia (bandiera) | C     | Ciro Biondi               |
|    | Italia (bandiera) | C     | Luigi Buono               |
|    | Italia (bandiera) | C     | Lorenzo Renato Capobianco |
|    | Italia (bandiera) | D     | Fabio Capone              |
|    | Italia (bandiera) | D     | Vincenzo Carannante       |
|    | Italia (bandiera) | D     | Fernando Cefaliello       |
|    | Italia (bandiera) | D     | Emilio De Matteo          |

| N. |                   | Ruolo | Calciatore                 |
| -- | ----------------- | ----- | -------------------------- |
|    | Italia (bandiera) | C     | Ciro Di Rosa               |
|    | Italia (bandiera) |       | Gargiulo                   |
|    | Italia (bandiera) | A     | Fabio Lucidi               |
|    | Italia (bandiera) |       | Malattino                  |
|    | Italia (bandiera) | A     | Rosario Oristano           |
|    | Italia (bandiera) | A     | Enrico Pascuzzo            |
|    | Italia (bandiera) | C     | Giovanni Giuseppe Patalano |
|    | Italia (bandiera) | D     | Giovanni Peluso            |
|    | Italia (bandiera) | P     | Claudio Pirone             |
|    | Italia (bandiera) | A     | Francesco Puntureri        |
|    | Italia (bandiera) | A     | Salvatore Sorrentino       |